# Réső Ensel Sándor (ügyvéd, 1833–1899)
Réső Ensel Sándor (Pest, 1833. február 1. – Budapest, 1899. február 24.) magyar ügyvéd és királyi táblai fogalmazó, később Pest vármegyei központi ügyész.

## Életrajza
Réső Ensel Sándor ügyvéd és Pákozdy Zsuzsánna fia. Szülővárosában végezte középiskoláit 1852-ben és 14 éves korában már egyetemi polgár volt. Tanulmányait elvégezve, bátyja Réső Ensel Kálmán törzshadbíró mellett működött. 1855-ben nevezték ki segédbíróvá a miskolci törvényszékhez; innét 1856-ban a Kocson (Komárom vármegye) szolgabírói hivatalhoz helyezték át, ahol a hivatal vezetőjévé nevezeték ki. 1861-ben a királyi táblához került mint fogalmazó, ahonnét 1863. február 16-án Pest vármegyéhez nevezték ki tiszti ügyésznek, mely minőségben nemcsak a büntetőügyeket kezelte, de az árva- és közigazgatási ügyekben is eljárt, a nevezetesebb kiküldetésekben részt vett és az ínségügyi bizottságnak tevékeny tagja volt. 1862. május 11-én gyorsírásból vizsgát tett Szombathy Ignác tanárnál a Gabelsbergi rendszer szerint, mely társulatnak 1865-ben elnöke lett. Összegyűjtötte és kiadta továbbá az amúgy nehezen fellelhető börtönügyi jogszabályokat az osztrák büntetőtörvény és a kiegyezés közötti időkből. 1864. október 7-én külföldi útra kelt az esküdtszék és börtönügy tanulmányozása végett, utazott Ausztriában, Bajorországban, Württembergben és Franciaországban. 1867-ben felállította az első budapesti ügyvédi ügynökséget, 1868. június 6-ától fogva pedig Ausztriában, Morva-, Cseh- és Poroszországban jogtudományi ismereteit gyarapította és azon év augusztus 6-án a németországi fegyházegylet tagsági oklevéllel tisztelte meg. A magyarországi börtönkönyvtáraknak ő lett az első alapítója; felhívásának 7000 kötet volt az eredménye, melyhez ő maga is tetemes áldozattal járult. Az Árpád sírja (1862) megírásával az osztrák időben oly hatást keltett, hogy Vidats János gépgyáros munkásaival tüntetve kereste a sírt és minthogy más gyári munkások is csatlakoztak hozzá, a császári rendőrség forrongástól tartva, a pesti oldaltól Óbudáig kordont húzatott és többeket elfogatott. Az 1860-as évek elején azon indítványával, hogy a Magyar Nemzeti Múzeum részére a megyék címeres székei szereztessenek be, oly lelkesedést keltett, hogy e célra a hölgyek kézimunkájukat ajánlották fel és pénzgyűjtést is rendeztek. Ezen címerek a múzeumi Széchenyi-terem mennyezetét díszítik.
Réső Enselt joggal nevezhetjük polihisztornak: sokoldalú érdeklődésébe beletartozott a régészet, a nyelvészet, a népszokások gyűjtése - drámákat is írt -, azonban hosszabb-rövidebb közleményeinek túlnyomó részét a börtönökről írta. Ezek az írásoknak a többségét a Vasárnapi Újság, a Sürgöny, a Pesti Napló, a Jogtudományi Hetilap, a Budapesti Közlöny, a Hon és a Közrendészeti Lap jelentette meg 1854 és 1872 között. Hatalmas mennyiségű, alapvetően ismeretterjesztő munkássága mindmáig tulajdonképpen feldolgozatlan. Magyarországi népszokások című műve - Verebélyi Kincső szerkesztésében - a közelmúltban jelent meg. Életének utolsó éveiben megromlott a látása, melynek következtében kénytelen volt közírói tevékenységével felhagyni. 1899. február 24-én hunyt el Budapesten. A Fiumei úti temetőben helyezték végső nyugalomra.

## Munkái
- A helynevek magyarázója. Pest, 1861.
- Árpád sírja: Öt rajzzal. Pest: Szerző, 1862. 23 p.
- Amalazuntha. (Ócsai templom falfestménye). Uo. 1863. (Különnyomat a Sürgöny, Hivatalos lapból).
- Pest, Pilis és Solt t. e. megyék tisztikarának örömünnepe. Kapi Ede negyedszázados hivataloskodása emlékére. Uo. 1863.
- A hazai polgári eljárásra vonatkozó szabályrendeletek. Pest: Kugler, 1864. 207 p.
- Attila sírja. Uo. 1864.
- Pestmegye a régészet terén. Uo. 1864. (Különnyomat a Sürgöny, Hivatalos lapból.)
- Hazai fenyítő eljárásra vonatkozó szabályrendeletek. Uo. 1864-1867. Két füzet.
- A külhoni fogházak, börtönrendszereiről: töredékek. Pest: Kugler, 1865. 66, [1] p.
- 1843. évi magyar büntető törvényjavaslat. Uo. 1865.
- Az esküdtszék Magyarországon. Uo. 1867.
- Magyarországi népszokások. Uo. 1867. Online
- Fegyházi reform Magyarországon. 1868.
- Berlini bűnös világ. Bpest, 1873. (Különny. a Közrendészeti Lapokból).
- Csörsz árka. Régészeti közlemény. Nyiregyháza, 1875.
- Erklärung ungarischer Ortsnamen. Bpest, 1877.
- Tizenhét törvényszéki védbeszéd. Budapest: Khór és Wein Ny., 1879. 68, [1] p.
- Három országos női fegyház. Úti naplójából. Uo. 1887.
- Régi vármegyék, székek, kerületek és vidékek neveinek eredete. Budapest: Pesti Lloyd Ny. 1894., IV, 33 p.

Kiadásban és szerkesztésében megjelentek Pesten: Jegyzéknaptár 1865. évre; Országos Naptár 1868. évre; Budai Ferencz Polgári Lexikona 1866. Három kötet; Házi titoknok, levelező, 1869.; Pap István, A fegyházi lelkész erkölcsi beszédei és imái, átdolgozta Szikszay Gyula, kiadta ... Bpest, 1874.

### Kéziratban
- Önéletrajza naplószerűleg megírva gyermekségétől 1887 végéig
- Mint jogász írta Werbőczy életrajzát és Hármaskönyve ismertetését, melyet tanára Wenzel Gusztáv az egyetemi könyvtárban helyezett el. * Virágcsomó és szüleményei, vígj. 1 felv. (előadták családi körben 1851)
- Nőm tied lehet, vígj. 1 felv. olaszból ford. 1851.
- Házasság Isten dolga, eredeti színmű, olaszból ford.
- Keresztesek, olaszból ford. színmű, mind a hármat 1854. január 1-jén küldte be a Nemzeti Szinházhoz
- Mohácsi vész c. drámáját 1855. augusztus 29-én küldte be a Tomory-pályázatra
- Érettségi vizsga, bohózat, 1862. január 31-én adta be a budai népszinházhoz
- A táblabiró-világból, színmű (előadták 1886. március hó 18-án családi körben)

## Jegyei
R. E. S. +, r-s. (az 1850-60-as években).